# Petr Kubíček
Petr Kubíček (Nymburk, Checoslovaquia, 30 de abril de 1957) es un deportista alemán de origen checoslovaco que compitió en piragüismo en las modalidades de aguas tranquilas y maratón.
Ganó una medalla de bronce en el Campeonato Mundial de Piragüismo de 1981. En la modalidad de maratón obtuvo una medalla de bronce en el Campeonato Mundial de Piragüismo en Maratón de 2000.

## Palmarés internacional
| Representando a Checoslovaquia |                          |                   |             |
| Campeonato Mundial             |                          |                   |             |
| Año                            | Lugar                    | Medalla           | Competición |
| 1981                           | Nottingham (Reino Unido) | Medalla de bronce | C2 10 000 m |

| Representando a Alemania |                    |                   |             |
| Campeonato Mundial       |                    |                   |             |
| Año                      | Lugar              | Medalla           | Competición |
| 2000                     | Dartmouth (Canadá) | Medalla de bronce | C2          |